# Kitangirisee

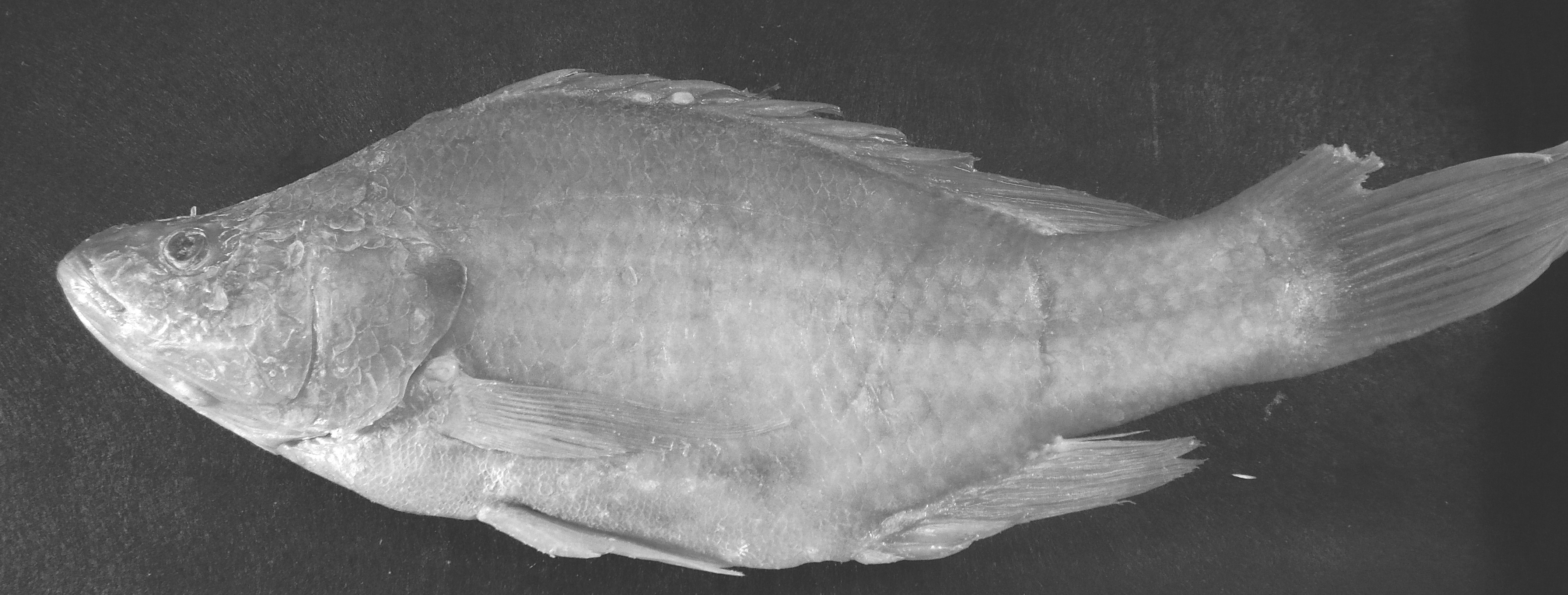
Oreochromis amphimelas aus dem Kitangirisee

Der Kitangirisee ist ein flacher See im zentralen Hochland von Tansania. Er hat eine Länge von 40 und eine Breite von 12 Kilometern. Die Tiefe beträgt 5 Meter, sie schwankt abhängig von der Jahreszeit um bis zu 3 Meter.

## Lage
Der See liegt an der Grenze der tansanischen Regionen Simiyu (Distrikt Meatu) und Singida (Distrikt Iramba) etwa in der Mitte zwischen Dodoma und Mwanza in einer Höhe von 1022 Meter über dem Meer. Die Oberfläche des Sees beträgt rund 105 Quadratkilometer. Sie schwankt stark abhängig von der Jahreszeit, bei Hochwasser kann sie auf 1200 Quadratkilometer ansteigen.
Die größten permanenten Zuflüsse sind der Manonga aus dem Nordwesten und der Wembere aus dem Südwesten. Kleinere Zuflüsse sind Nkenkan`gombe, Yuli, Tulya sowie die saisonalen Flüsse Manonga, Semu and Ndirumo. Der Sibiti ist der Abfluss im Osten, der in den Eyasisee mündet.

## Wirtschaftliche Bedeutung
Der Fischfang ist eine wichtige Einnahmequelle für die Bewohner um den See. Im Jahr 2017 lebte etwa die Hälfte der Menschen am See vom Fischfang. Obwohl die Anzahl der Fischer zunahm, sank in den 2010er-Jahren der Ertrag von 4500 Fängen/Tag/Boot auf 1500. Der Grund für den Rückgang sind Überfischung und illegale Fangmethoden, wie die Verwendung zu kleiner Netze und Gift.
Im Südabschnitt des Sees, im Distrikt Iramba, leben rund 16.000 Menschen. Davon sind 350 Fischer mit 180 Booten, wovon die meisten Einbaum-Kanus sind (Stand 2020). Die Fischer stellen Netze auf, die sie für einige Monate im Wasser lassen. Bei regelmäßigen Besuchen holen sie die Fische ab. Am Ende der Fischsaison werden die Netze abgebaut. Im Rahmen einer Studie wurden acht Fischarten im Fang gefunden. Vorherrschend waren Nilbuntbarsch (Oreochromis niloticus) und Oreochromis amphimelas, die zusammen beinahe drei Viertel des Fangs ausmachten.
Während in Tansania beinahe 90 Prozent der Menschen weniger als 2 US-Dollar am Tage verdienen, liegt das Durchschnittseinkommen der Fischer am Kitangirisee bei 4 USD.